# Заусадебная улица (Санкт-Петербург)
Зауса́дебная улица — широтная улица в историческом районе Новая Деревня Приморского административного района Санкт-Петербурга. Проходит от тупика вблизи начала Сабировской улицы до Торфяной дороги севернее Сестрорецкой железнодорожной линии и параллельно ей.

## История
До конца XIX века носила название 8-й линии Новой Деревни.
Получила современное название в 1909 году как крайняя улица Новой Деревни.

## Пересечения
С востока на запад (по увеличению нумерации домов) Заусадебную улицу пересекают следующие улицы:
- Полевая Сабировская улица — примыкание;
- Серафимовский переулок — примыкание (формально участок между линией Сестрорецкой железной дороги и Заусадебной улицей не является частью переулка);
- Торфяная дорога — Заусадебная улица примыкает к ней.

## Транспорт
Ближайшая к Заусадебной улице станция метро — «Старая Деревня» 5-й (Фрунзенско-Приморской) линии (около 80 м от конца улицы). На расстоянии около 1 км по прямой от начала улицы находится станция «Чёрная речка» 2-й (Московско-Петроградской) линии.
Движение наземного общественного транспорта по Заусадебной улице отсутствует.
Вдоль улицы (южнее её) проходит Сестрорецкая железнодорожная линия. Ближайшая железнодорожная платформа — Старая Деревня (около 170 м по прямой от конца улицы).

## Общественно значимые объекты
- Серафимовское кладбище;
- Реставрационно-хранительский центр Эрмитажа — дом 37, литера А;
- бизнес-центр и торгово-развлекательный центр «Гулливер» (у примыкания к Торфяной дороге) — Торфяная дорога, дом 7.